# Władysław Szulc
Władysław Szulc (ur. 16 kwietnia 1933 w Staszowie, zm. 25 marca 2021 w Sanoku) – polski fotograf, malarz.

## Życiorys
Urodził się w Staszowie. Rodzina ze strony ojca pochodziła ze spolonizowanych Niemców kolonizujących Kujawy w I połowie XIX w., ze strony matki dziadkowie byli uczestnikami powstania styczniowego z 1863.
Zdał maturę w Skarżysku-Kamiennej. W 1956 ukończył konserwatorstwo i zabytkoznawstwo (muzealnictwo) na Wydziale Sztuk Pięknych Uniwersytetu Mikołaja Kopernika w Toruniu. Po ukończeniu studiów był zatrudniony w pracowni witrażownictwa, a następnie w pracowni fotograficznej PKZ w tym mieście. Początkowo zajmował się fotografią, w 1960 został członkiem Toruńskiego Towarzystwa Fotograficznego, a w 1961 w Toruniu zorganizowano pierwszą wystawę jego zdjęć.
W 1964 wraz z żoną i córką zamieszkał w Sanoku, do czego namówił go pracujący w tym mieście Wojciech Kurpik. Rodzice artysty mieszkali w Sanoku przez krótki okres przed 1939, gdzie jego ojciec, Kazimierz Szulc, był lekarzem w 2 Pułku Strzelców Podhalańskich. Przez 34 lata prowadził pracownię fotograficzną w Muzeum Budownictwa Ludowego w Sanoku (w MBL pracę podjęła też jego żona). Zasiadał w komitecie redakcyjnym i był autorem okładek wydania czasopisma „Materiały Muzeum Budownictwa Ludowego w Sanoku”. W 1998 przeszedł na emeryturę.
Jako artysta uprawiał fotografię, od 1970 także malarstwo. Malował technikami wodnymi (akwarela, gwasz) oraz pastelami. Malował głównie pejzaże podsanockie, a jego ulubionymi motywami były drzewa i domy. Pierwszą wystawę indywidualną miał w 1962 w Toruniu. Wystawiał w Polsce oraz Wielkiej Brytanii. W 1980 zorganizowano jego szóstą wystawę indywidualną (w Krośnie jako pierwszą). Do tego czasu jego prace pokazywano na 34 wystawach ogólnopolskich i 17 wojewódzkich oraz otrzymał 23 nagrody i wyróżnienia. W Sanoku wystawiał w latach 1974 i 1978, a także od 1980 w „Sanockim Salonie Grudniowym”. Czasowe wystawy Władysława Szulca prezentowane były w Miejskiej Bibliotece Publicznej oraz Biurze Wystaw Artystycznych w Sanoku. Prace artysty znajdują się w muzeach w Sanoku, Krośnie oraz zbiorach prywatnych w kraju i za granicą. Od 2001 członek Związku Polskich Artystów Fotografików.
W MBL tworzył struktury NSZZ „Solidarność”. Jako przedstawiciel MBL 15 marca 1981 zasiadł w prezydium Międzyzakładowej Komisji Koordynacyjnej NSZZ „Solidarność”. W okresie stanu wojennego zajmował się kolportażem podziemnych wydawnictw oraz udzielał pomocy osobom internowanym, przebywającym w szpitalu w Sanoku. Był aresztowany w listopadzie 1992 i ponownie w 1993, szykanowany i rozpracowywany przez SB w sprawie pod kryptonimem „Skansen”. Po reaktywacji „Solidarności” został przewodniczącym struktur związku w MBL.
Był autorem dwóch zdjęć przedstawiających panoramę miasta Sanoka, wydrukowanych na zewnętrznej okładce książki-monografii Sanok. Dzieje miasta z 1995. W 2005 wydano publikację zatytułowaną Mojość, którego autorami był duet Janusz Szuber i Władysław Szulc a treścią publikacji były przedstawiające Sanok słowo pisane pierwszego z nich oraz fotografie drugiego z artystów (ISBN 83-919470-8-4).
W 1998 przeszedł na emeryturę. Uzyskał status pokrzywdzonego wydany przez Instytut Pamięci Narodowej.

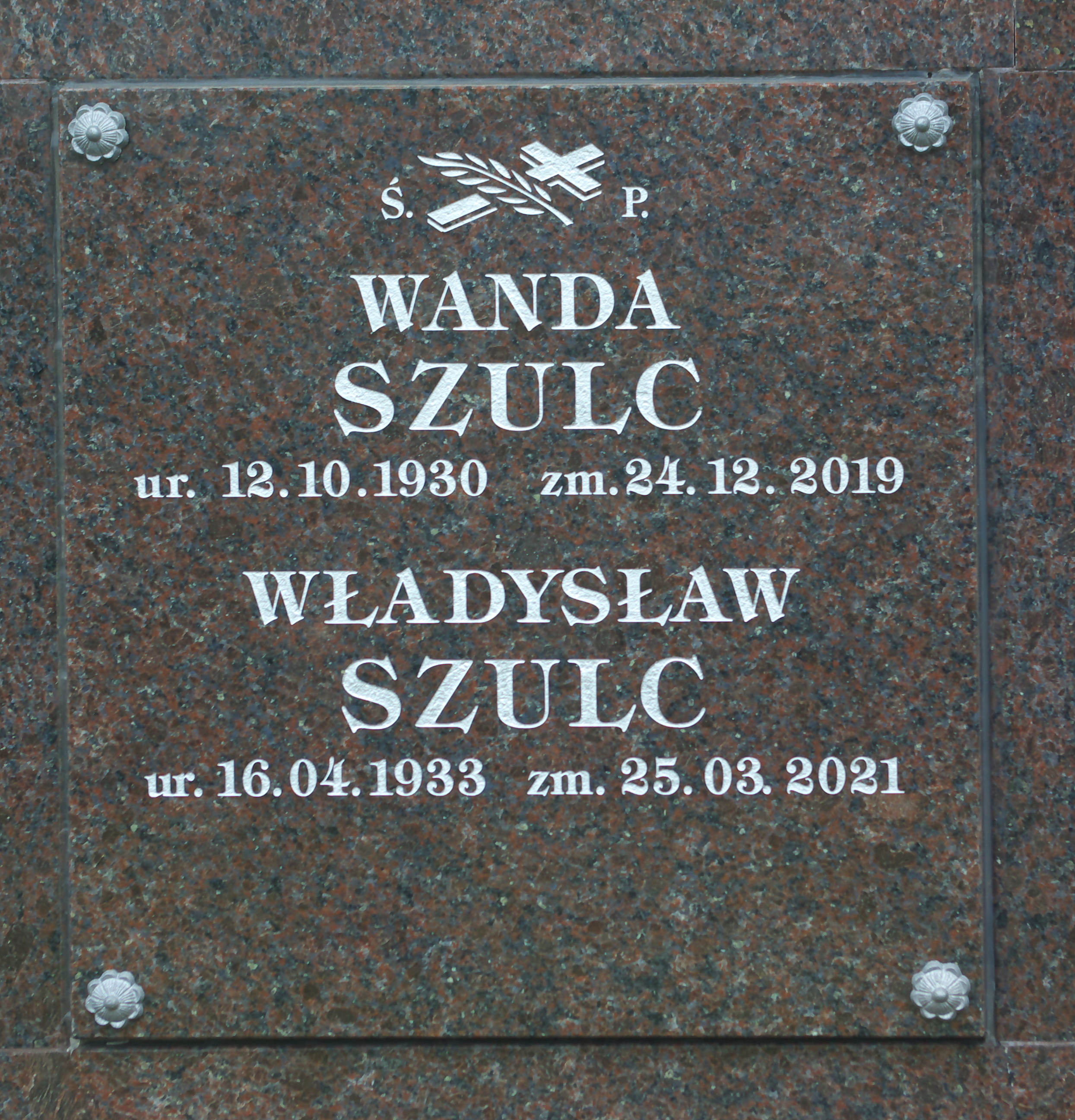
Miejsce pochówku Wandy i Władysława Szulców

Zmarł 25 marca 2021. 31 marca 2021 jego prochy zostały pochowane w kolumbarium na Cmentarzu Centralnym w Sanoku, gdzie wcześniej spoczęły prochy jego żony Wandy (1930-2019). Ich córką jest Joanna Połdiak, nauczycielka języka niemieckiego w II Liceum Ogólnokształcącym im. Marii Skłodowskiej-Curie w Sanoku.

## Wyróżnienia
- Wyróżnienie w Ogólnopolskim Konkursie Fotograficznym „Ziemia Rzeszowska w 30-leciu PRL” (1974)[15]
- Wyróżnienie w Ogólnopolskim Konkursie Fotograficznym TTF i WDK w Rzeszowie z okazji Roku Ochrony Zabytków (1975)[16]
- Nagroda Miasta Sanoka II stopnia w dziedzinie kultury i sztuki za rok 1997 za osiągnięcia w zakresie fotografii i plastyki (29 kwietnia 1998)[17][18][19][1]
- Nagroda wojewody krośnieńskiego w dziedzinie kultury (1998)[20]

## Odznaczenia
- Odznaka „Zasłużony Działacz Kultury” (1978)[21][22].
- Odznaka honorowa „Zasłużony dla Kultury Polskiej” (2013)[23].
- Odznaka „Zasłużony dla Sanoka”[24]
- Medal „Zasłużony dla NSZZ Solidarność” (2008)[9]